# 田中（天受宮）殉職者之碑
田中（天受宮）殉職者之碑，是位於台灣彰化縣田中鎮的一座紀念碑，現為彰化縣歷史建築。

## 沿革
該碑最早為1923年（大正12年）所成立，因紀念1900年（明治33年）9月9日第二期抗日游擊戰期間，雲林大坪山區抗日軍事組織鐵國山柯鐵（號鐵虎）的部屬張呂赤、張呂良率眾百名民軍襲擊沙仔崙派出所事件而建，導致派出所內的日人巡查舟喜幾久三郎及壯丁三人殉職，民兵張金環戰死。
第一代紀念碑後因風雨因素崩壞，後人則於1934年（昭和9年）9月9日再度於沙仔崙派出所對街興建紀念碑，第二次世界大戰結束後，地方居民於1950年餘紀念碑旁舊街乾德宮舊址興建田中舊街天受宮，在經過討論、帝爺公敕諭保存後則決定將紀念碑包在龍邊廂房裡，使得該紀念碑得以保存，其上半部突出於屋頂之上。
2012年5月23日，田中（天受宮）殉職者之碑由彰化縣政府公告登錄為彰化縣歷史建築。

## 結構
田中（天受宮）殉職者之碑建立於約田中乾德宮舊址，對街即沙仔崙派出所。該紀念碑高5公尺，為四角尖碑形式樣式，其碑銘為「殉職者之碑」、「昭和九年九月九日」字樣，銘文則「明治三十三年」之日文紀事。

## 另見
- 鐵國山

## 外部連結
- 田中（天受宮）殉職者之碑 - 文化資源地理資訊系統 （页面存档备份，存于）